# ファングーラオ通り

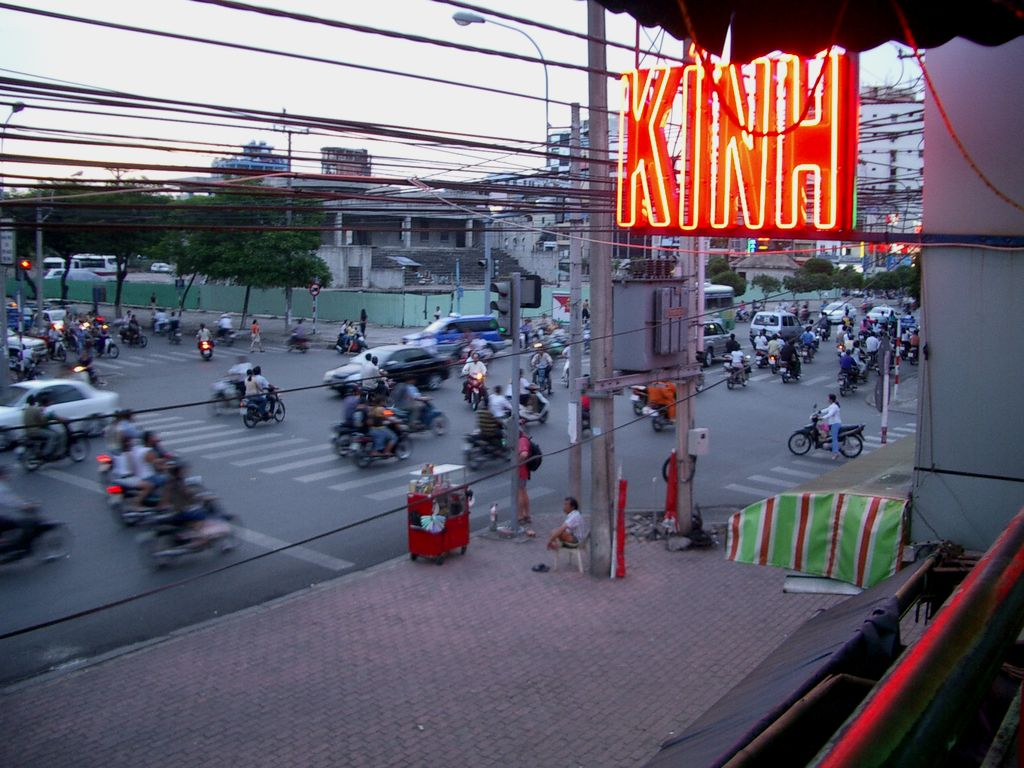
ファングーラオ通り

ファングーラオ通り（ベトナム語：Đường Phạm Ngũ Lão / 塘范五老）は、ベトナムの都市によく見られる通りの名前。ここではホーチミン市1区にある通りについて記述する。国民的英雄范五老（ファン・グー・ラオ）にちなんで名づけられた。

## 概要
ホーチミン市1区、ファングーラオ坊を東西に貫く大通りで9月23日公園の南側にある。
ファングーラオ通りと交差するデタム通りの交差点付近が、Khu phố Phạm Ngũ Lão（ファングーラオ周辺）と呼ばれ、この街を訪れる観光客の拠点となる場所である。喫茶店、レストラン、バー、宿泊施設、旅行会社などが多く、バンコクのカオサン通りなどと同様、世界各国からの旅行者で終日ごったがえしている。デタム通りには、ベトナムを代表する旅行会社のシンカフェの本店があり、毎朝各地へのツアーバスが発着する。

## 施設・建物等
- シンカフェ （デタム通り）
- エアアジア （デタム通り）